# Rafael Jofresa i Prats
Rafael Jofresa i Prats   (Barcelona, 2 de setembre de 1966) és un exjugador de bàsquet català, un dels més destacats de les dècades dels 80 i 90. Amb els seus 1,83 m d'alçada jugava en la posició de base. És fill de Josep Maria Jofresa, també exjugador de bàsquet, i de Lita Prats Gimeno, exjugadora d'handbol. Rafa és pare del també jugador de bàsquet David Jofresa i Sarret. Va jugar un total de 21 temporades a l'elit del bàsquet espanyol, militant sempre en clubs catalans: Club Joventut de Badalona, Futbol Club Barcelona i Club Bàsquet Girona.

## Carrera esportiva
Es va formar en les categories inferiors del Club Joventut Badalona, i va debutar en la Lliga ACB el 1983 amb tot just 17 anys. La temporada 1985-86 va guanyar el seu primer títol: la Supercopa d'Espanya (Copa Federació). La temporada següent reedita l'èxit a la Supercopa, i suma dos títols més: la Copa Príncep d'Astúries i la Lliga Catalana, sent aquesta darrera la primera Lliga Catalana de la història de la Penya.
La temporada 1987-88 va ser subcampió de la Recopa d'Europa, i un any més tard es proclamava campió de la Copa Korać i d'una nova Príncep d'Astúries, copa que tornaria a guanyar per tercera vegada la 1990-91. Aquella temporada aconseguia la primera de les dues lligues consecutives que guanyaria amb la Penya, i arribava per primera vegada a una final de l'Eurolliga, perdent-la davant el Partizan amb el famós triple d'Aleksandar Đorđević en els darrers segons del partit. Dues temporades més tard, aquesta vegada sí, guanyava l'Eurolliga, convertint la Penya en el primer club català en guanyar aquesta competició.
El 1996 va fitxar pel Futbol Club Barcelona, on hi va jugar dues temporades, amb qui va guanyar una Lliga ACB i va ser novament subcampió de l'Eurolliga. Posteriorment, la temporada 1998-99 fitxa pel Club Bàsquet Girona. En aquella temporada a Girona, l'equip es va classificar per primera vegada per als playoffs pel títol de lliga. Una temporada més tard torna de nou al Joventut. Després de quatre temporades a Badalona juga una darrera novament al Girona, i abandona la pràctica de l'esport el 4 de maig de 2004.
El 3 de gener de 2006 el Joventut de Badalona li va retre homenatge. El club va penjar la samarreta de l'exbase amb el dorsal número 5 al sostre de l'Olímpic al costat de les altres dues llegendes de la penya: Josep Maria Margall i Jordi Villacampa. L'homenatge va comptar amb un partit d'exhibició entre llegendes de la lliga ACB (José Luis Llorente, Juan Antonio Corbalán, Nacho Solozábal, Juan Antonio San Epifanio Epi, Manel Bosch, Sasha Djordjevic, Fernando Romay i Zan Tabak, entre d'altres) i l'equip històric del Joventut que l'any 1994 va guanyar la Copa d'Europa (Jordi Villacampa, Tomàs Jofresa, Carlos Ruf, Iván Corrales, Jordi Pardo, Corny Thompson, Juanan Morales, Mike Smith, Dani Pérez, més els reforços de dos mites de la Penya com són Josep Maria Margall i Reggie Johnson). Com a entrenadors hi va haver Lolo Sainz, Alfred Julbe, Randy Knowles i Pedro Martínez.
Jofresa va ser el jugador que més partits havia disputat a l'ACB, amb 756, fins al mes de juny de 2018, quan Felipe Reyes (Reial Madrid) el va superar.
Posteriorment ha treballat com a Secretari General de l'Associació de Basquetbolistes Professionals (ABP).

### Internacional
Va disputar 17 partits amb la selecció espanyola juvenil, 21 amb la júnior i 8 amb la selecció de promeses. Va debutar amb la selecció espanyola absoluta un 12 de juliol de 1990 davant la URSS, i onze dies més tard ho feia en partit oficial a Seattle, anotant 7 punts contra el Brasil. En total fou internacional absolut amb Espanya en 75 ocasions, amb la qual aconseguí una medalla de bronze en l'Eurobasket de Zagreb de 1991.

## Palmarès
- 1 Eurolliga: 1993-94.
- 1 Copa Korac: 1989-90.
- 3 Lligues ACB: 1990-91, 1991-92 i 1996-97.
- 3 Copes Príncep d'Astúries: 1986-87, 1988-89 i 1990-91.
- 2 Supercopes d'Espanya: 1985-86 i 1986-87.
- 7 Lligues Catalanes: 1986-87, 1987-88, 1988-89, 1990-91, 1991-92, 1992-93 i 1994-95.
- 1 Medalla de Bronze al campionat d'Europa de Roma'1991
- 1 Medalla de Bronze en la Universíada de Zagreb'1987 (júnior)
- 1 Medalla de Plata al campionat d'Europa Juvenil de Tubingen'1983
- A més fou subcampió de l'Eurolliga el 1991-92 i 1996-97 i una de la Recopa d'Europa el 1987-88